# Martin Grünwiedl
Martin Grünwiedl (* 27. Dezember 1901 in Pförring; † 21. Januar 1987 in München) war ein deutscher Widerstandskämpfer, KPD-Mitglied und einer der ersten Inhaftierten im KZ Dachau.

## Jugend
Martin Grünwiedl war der Sohn eines Hilfsarbeiters beim Flussbauamt Ingolstadt, hatte sechs Geschwister und wurde 1907 eingeschult. Da keine Aussicht auf eine Lehrstelle bestand, arbeitete er als Stallbursche bei einem Bauern. Am 2. Februar 1924 kam er mittellos nach München, fand Arbeit als Hilfsarbeiter bei der Firma Holzmann AG und bildete sich in Abendkursen zum Dekorationsmaler fort. Über einen Jugendfreund kam er 1928 mit der Politik in Berührung und wurde Gewerkschaftsmitglied. 1928 besuchte er eine Veranstaltung im Bürgerbräukeller, bei dem Ernst Thälmann eine Rede hielt. Grünwiedl trat im Januar 1930 in die KPD-Gruppe in München-Giesing ein. Er wurde mit dem Verkauf von kommunistischer Literatur beauftragt und stieg 1931 zum Leiter der Ortsgruppe Obergiesing, Untergiesing und Au auf. 1932 heiratete er; seine ebenfalls politisch aktive Frau Resi trat 1932 ebenfalls in die KPD ein.

## Zeit des Nationalsozialismus
Am 9. März 1933 nahm Grünwiedl an einer Demonstration gegen einen SA-Aufmarsch vor dem Gewerkschaftshaus in der Pestalozzistraße teil und wurde am 10. März 1933 um 5 Uhr in seiner Giesinger Wohnung in der Raintalerstraße 39 festgenommen. Er wurde zuerst drei Tage in die JVA Stadelheim eingeliefert, dann zusammen mit dem Münchner SPD-Vorsitzenden Thomas Wimmer in die JVA Landsberg verbracht und am 22. März 1933 als einer der ersten Häftlinge in das neu eingerichtete KZ Dachau transportiert. Da das Konzentrationslager noch nicht vollständig errichtet war, mussten die Inhaftierten dieses erst selbst aufbauen, Stacheldrahtzäune ziehen und ihre Betten eigenhändig zusammenzimmern. Seine Frau bemühte sich um die Freilassung ihres Mannes, sammelte Unterschriften in ihrem Wohnblock und wurde deshalb immer wieder bei der Gestapo vorstellig. Auch der Inhaber des Malerbetriebs, bei dem Grünwiedl beschäftigt war, forderte ihn für seinen Betrieb an, so dass er am 10. Februar 1934 aus der Lagerhaft entlassen wurde.
Nach der Freilassung besuchten ihn die KPD-Funktionäre Ludwig Ficker und Fritz Rottmeier und regten an, dass er eine ungeschönte Broschüre über die Zustände im KZ Dachau verfassen solle, die später unter dem Titel Dachauer Gefangene erzählen... in einer Auflage von 650 Exemplaren mit je 32 Seiten im Format DIN A 5 mit Fadenheftung erstellt wurde. Das Vor- und Schlusswort der Broschüre schrieb sein Freund und Schriftsetzer Sebastian Watzal; dieser redigierte das Manuskript auch, um die Gestapo von seinem Schreibstil eines unbeholfenen Arbeiters abzulenken. Außerdem besorgte Watzal eine Schreibmaschine, auf der seine Freundin das Manuskriptes auf die Matrizen übertrug.
Zitate aus der Broschüre:

„Mit einer Gewissenlosigkeit und Beharrlichkeit ohnegleichen, wie sie im Dritten Reich absolut nicht Einzelfall, sondern System sind, behauptet die nationalsozialistische Presse, dass alle Nachrichten über Misshandlungen, Folterungen und Ermordungen in den Konzentrationslagern, Gestapokellern usw. dreiste Lügen sind [...]
Die Münchener Zeitungen und die Münchner Illustrierte Presse haben sich die erdenklichste Mühe gegeben, das Konzentrationslager Dachau in Wort und Bild als eine Mustererziehungsanstalt hinzustellen. Mit der Wirklichkeit aber haben diese Veröffentlichungen nichts, aber auch gar nichts gemein. [...] Und wer einmal gesehen hat, wie die Gefangenen fast alle, sobald sie nach ihrer Entlassung das Tor des Lagers hinter sich haben, zu laufen beginnen, gepeitscht von einem unaussprechlichen Gefühl, gemischt aus Freude und aus Schrecken, sie könnten etwa wieder zurückgeholt werden, der weiß, dass sich in Dachau keine Erziehungsanstalt, sondern eine mittelalterliche, barbarische Strafanstalt befindet.
[...]
Auf denn! Kämpft mit den Kommunisten! Verfemt die Spitzel und Denunzianten! Seid mit dabei, wenn es gilt, abzurechnen mit der Hitler-Barbarei in einem freien, wirklich sozialistischen Deutschland“

Die Herstellung der Broschüre im Sommer 1934 war mit hohem Aufwand und Gefahren verbunden. Mit 8000 Bogen Papier, einem Abziehapparat, Proviant und zwei Zelten fuhr Grünwiedl, als Urlauber getarnt, mit vier anderen KPD-Genossen auf fünf Fahrrädern mit Anhängern auf eine Isarinsel in der Pupplinger Au bei Wolfratshausen. Nach dreitägigem Druck war ein Teil der Matrizen defekt und musste in München erneuert werden. Nach einem nächtlichen Isarhochwasser musste die Gruppe alle Gegenstände aus den Fluten retten. Nachdem sie von einem Bauern entdeckt worden waren, kehrten sie nach München zurück und stellten dort in der Wohnung eines Arbeiterehepaares, bei dem kurz zuvor die Gestapo eine ergebnislose Haussuchung durchgeführt hatte, die Broschüre fertig.
Etwa 400 Exemplare, die für 20 Pfennig verkauft wurden, erhielt die KPD-Ortsgruppe in Obergiesing unter ihrem Leiter Gustav Wagner. In fünf Tagen wurden 130 Hefte verkauft, der Rest in Briefkästen geworfen oder per Post an Verwandte, Bekannte sowie an Geschäftsleute, Ärzte und Rechtsanwälte versandt. Die durch die Post versandten Exemplare lieferten die Empfängern zum großen Teil bei der Polizei ab. Von einem Dienstmädchen erfuhr Grünwiedl, dass deren Chef die Broschüre bereits zwei Stunden nach dem Empfang zur Polizei gebracht hatte, weil die Postsendung ihm als Falle vorkam. Einige Exemplare wurden auch von Watzal nach Frankreich und in die Schweiz versandt. Obwohl die Gestapo vom Spitzel „Theo“ (Max Troll) über die Broschüre informiert worden war und Grünwiedl verdächtigte, konnte sie ihm die Urheberschaft nie nachweisen.
Am 27. August 1934 wurde Grünwiedl wegen einer Rauferei mit einem SA-Mann aus dem Jahre 1931 erneut verhaftet, einem dreiwöchentlichen Kreuzverhör durch die Gestapo unterzogen und ihm die Broschüre vorgelegt, er konnte aber den Verdacht von sich weisen. Als „Rückfälliger“ wurde er erneut ins KZ Dachau eingewiesen und war besonderen Misshandlungen der SS ausgesetzt. Das Ermittlungsverfahren gegen ihn wurde am 16. November 1934 eingestellt. Seine Frau Resi forderte bei der Gestapo die sofortige Freilassung ihres Mannes; auch sein Arbeitgeber setzte sich für seine Freilassung ein, da einige Architekten nach ihm verlangt hatten. Grünwiedl wurde daraufhin am 21. Dezember 1934 aus der KZ-Haft entlassen. Bis zum Kriegsbeginn arbeitete er wieder in seinem alten Betrieb als Malervorarbeiter, kurz unterbrochen von einer zehntägigen „Schutzhaft“ in der JVA Stadelheim anlässlich des Staatsbesuchs von Benito Mussolini zur Unterzeichnung des Münchner Abkommens am 29. September 1938.
Mit Beginn des Krieges am 1. September 1939 wurden er mit vielen anderen aus dem KZ Dachau Entlassenen erneut verhaftet und über die JVA Stadelheim in das KZ Buchenwald gebracht, da geplant war, das Lager Dachau zu einem Ausbildungslager für die SS umzubauen, die Pläne wurden jedoch eingestellt. In Buchenwald war Grünwiedl für ein halbes Jahr dem Schachtkommando zugeteilt, musste unter freiem Himmel Rohre verlegen und wurde anschließend der Malerei zugeteilt. 1943 beorderte man ihn zu einem Außenkommando nach Kassel, wo er für den SS-Obergruppenführer Fürst zu Waldeck arbeiten musste, der für die Verpflegung sämtlicher Konzentrationslager im Deutschen Reich verantwortlich war.

## Nachkriegszeit
Im Februar 1945 evakuierte man Grünwiedl wieder in das KZ Buchenwald zurück, wo er am 11. April 1945, gesundheitlich schwer beeinträchtigt, an der Selbstbefreiung der Inhaftierten teilnahm. Mit zwei Fahrzeugen der Weimarer Feuerwehr gelang es ihm, innerhalb von zwei bis drei Tagen nach München zurückzufahren. Dort wurde er am Rathaus empfangen. Er nahm an verschiedenen gemeinsamen Versammlungen von Kommunisten und Sozialdemokraten teil und wurde Stellvertreter des Bezirksvorsitzenden für München-Obersendling. Außerdem beteiligte er sich einige Monate an Aktionen zur Schuttbeseitigung der Kriegsruinen und identifizierte und übergab Mitglieder der NSDAP den zuständigen Behörden. Bis zu seinem Tod war er als Antifaschist politisch aktiv.
Martin Grünwiedl wohnte mit seiner Frau Resi bis zu seinem Tod in Waldperlach in der Rübezahlstraße 16. Am Wohnhaus des Ehepaares befand sich ein Fresko als Mahnmal gegen den Krieg mit der Inschrift „und bitte bitte lasse keinen Krieg mehr kommen“.